# Yakov Fedotovich Pavlov
Yakov Fedotovich Pavlov (tiếng Nga: Яков Федотович Павлов) (sinh ngày 4 tháng 10 năm 1917, mất ngày 29 tháng 9 năm 1981) là một Anh hùng Liên bang Xô viết nổi tiếng trong Trận Stalingrad.
Sinh năm 1917 tại thành phố Velikiy Novgorod, Pavlov gia nhập Hồng quân năm 1938. Trong Chiến tranh giữ nước vĩ đại, ông tham gia chiến đấu trong các Phương diện quân Tây Nam, Stalingrad, Ukraina 3 và Belurussia 2 với vị trí chỉ huy đơn vị súng máy, pháo thủ và thượng sĩ trinh sát.

## Chiến công

### Ngôi nhà Pavlov
Đây là một căn hộ bốn tầng nằm ở ngay trung tâm thành phố Stalingrad, song song với bờ sông Volga và nhìn ra Quảng trường "Mùng 9 tháng 1". Nó bắt đầu bị các đơn vị quân Đức tấn công từ đêm ngày 23 tháng 9 năm 1942. Một trung đội Hồng quân thuộc Sư đoàn cận vệ số 13 được lệnh giữ vững ngôi nhà này. Sau khi chỉ huy trung đội bị thương trong chiến đấu, Yakov Pavlov trở thành chỉ huy việc kháng cự cho ngôi nhà. Trung đội đã hoàn thành nhiệm vụ dù rằng chỉ còn 4 người sống sót. Vài ngày sau đó, họ được tăng viện thêm người, súng máy, súng chống tăng và súng cối. Bây giờ quân số của đơn vị bảo vệ ngôi nhà đã lên 25 người, họ rào căn hộ lại bằng mìn và dây thép gai, đồng thời thiết lập các ụ súng máy và súng chống tăng tại các cửa sổ ngôi nhà. Đồ tiếp viện được thuyền của Hồng quân bất chấp máy bay và pháo binh Đức oanh tạc mang từ bờ bên kia của sông Volga sang.
Tuy vậy lương thực và đặc biệt là nước uống vẫn rất khan hiếm trong khi quân Đức vẫn ngày đêm nã súng máy vào ngôi nhà. Quân đội Đức Quốc xã tấn công căn hộ đơn độc này vài lần một ngày. Cứ mỗi lần bộ binh Đức và xe tăng tìm cách vượt qua quảng trường và tiếp cận ngôi nhà, đơn vị của Pavlov lại chống cự bằng hỏa lực mạnh từ mọi tầng nhà và buộc đối phương phải rút lui.
Cuối cùng Pavlov và những người đồng đội của ông đã giữ vững tới hơn 2 tháng một ngôi nhà vốn chỉ được thiết kể để ở trước sức tấn công mãnh liệt của quân đội Đức Quốc xã (từ ngày 23 tháng 9 đến ngày 25 tháng 11 năm 1942), trước khi họ được giải nguy bởi cuộc phản công của Hồng quân. Từ đó trở đi, ngôi nhà nhà được gọi bằng cái tên Ngôi nhà của Pavlov (tiếng Nga: Дом Павлова)

### Ý nghĩa
Ngôi nhà của Pavlov đã trở thành biểu tượng cho sự kháng cự kiên cường của Liên Xô trong Trận Stalingrad nói riêng và trong Chiến tranh giữ nước vĩ đại nói chung. Chiến công của Pavlov và đồng đội càng nổi bật khi biết rằng quân đội Đức, một quân đội đã từng chinh phục rất nhiều thành phố và đất nước chỉ trong vài tuần lễ, lại không thể chiếm giữ nổi một căn nhà đã bị phá hủy một nửa và được bảo vệ phần lớn thời gian chỉ bằng một tiểu đội Hồng quân, cho dù họ đã cố gắng làm việc này trong vòng 2 tháng. Người ta đã ghi lại rằng căn hộ vốn chỉ dùng để ở trên Quảng trường "Mùng 9 tháng 1" này đã được quân Đức ký hiệu trên bản đồ tác chiến là một pháo đài.
Trung tướng Vasily Ivanovich Chuikov, người chỉ huy việc bảo vệ Stalingrad, sau này đã từng nhận xét rằng đơn vị của Pavlov đã làm quân Đức thiệt hại nặng hơn cả trong Chiến dịch giải phóng Paris.

## Vinh danh
Ngày 27 tháng 6 năm 1945 Yakov Pavlov đã được phong tặng danh hiệu cao quý Anh hùng Liên bang Xô Viết. Ông đã ba lần được bầu vào Xô viết Tối cao Liên Xô. Pavlov qua đời năm 1981 và được chôn tại quê nhà Novgorod.
Sau chiến tranh, Ngôi nhà của Pavlov đã được xây dựng lại và vẫn còn được sử dụng cho đến ngày nay. Một đài kỷ niệm cũng được xây dựng ở đây từ những viên gạch của ngôi nhà cũ.